# Gymnasium Korntal-Münchingen
Das Gymnasium Korntal-Münchingen ist ein Gymnasium im Westen von Korntal, Landkreis Ludwigsburg. An der Schule werden etwa 1.000 Schüler von ungefähr 80 Lehrern unterrichtet.

## Geschichte

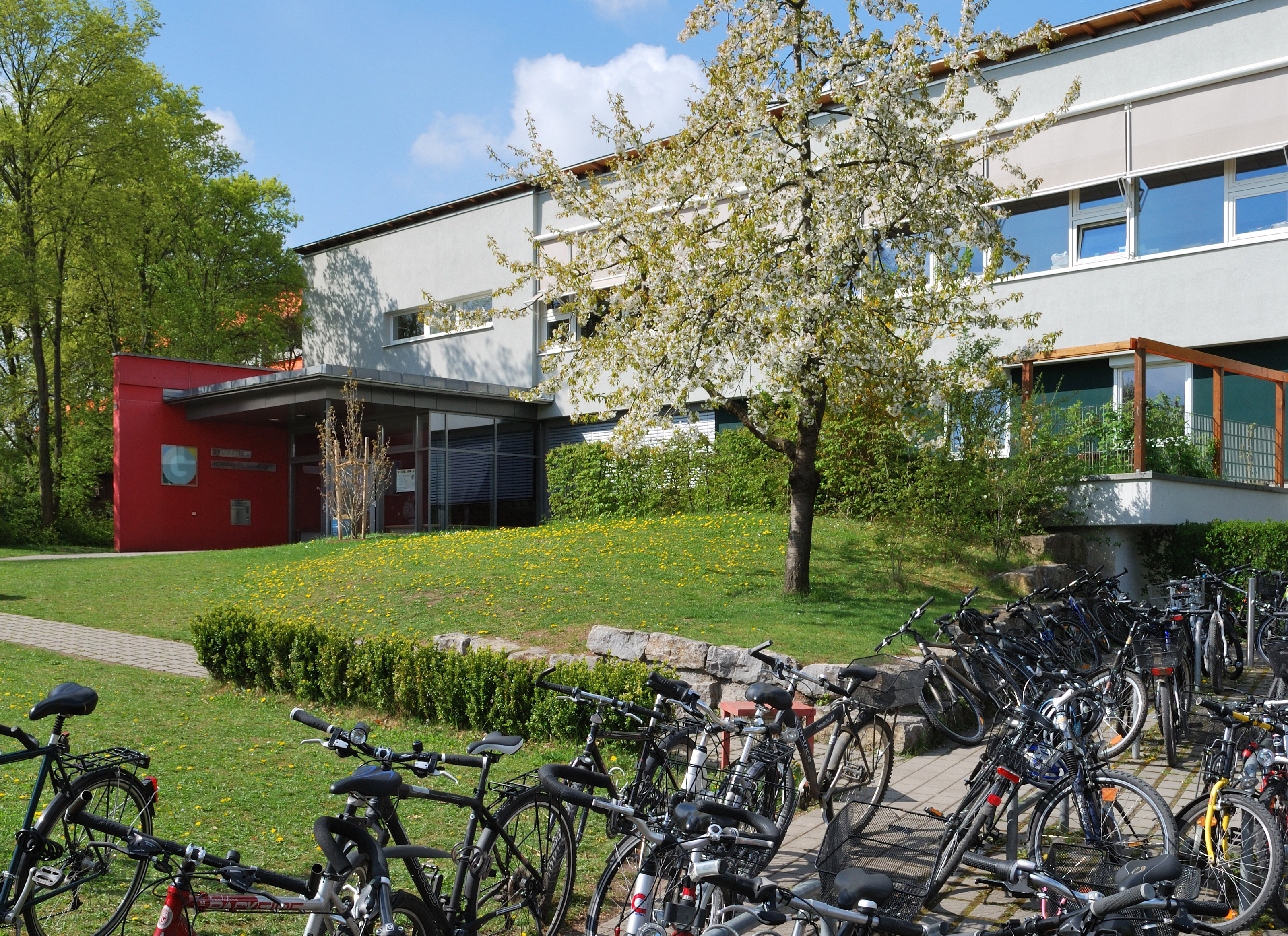
Gymnasium Korntal-Münchingen

### Vorgängerschule
1819, im Gründungsjahr der Stadt Korntal, wurde von Johannes Kullen eine Lateinschule begründet, die nur von Jungen besucht werden durfte. Die Unterrichtsfächer umfassten die Sprachen Latein, Griechisch und Französisch. Für die Lateinschüler wurde der gymnasiale Zug, für die Neusprachler der Reale Zug, entsprechend der heutigen Realschule, eingerichtet.
Ab 1821 durften in separaten Klassen auch Mädchen unterrichtet werden, deren Ausbildung auf die Vorbereitung für die spätere Tätigkeit als Hausfrau konzentriert war.
Im Jahr 1848 wurde Professor Gottlob Pfleiderer die Schulleitung übertragen. Durch Etablierung von „Sport“ als normalem Unterrichtsfach wurde die Schule international bekannt und so wurden auch viele Internatsschüler aus dem Ausland angezogen. Die heimischen Schüler wurden hierdurch in ihrer schulischen Entwicklung beeinträchtigt, denn der Unterricht konnten dadurch nicht angemessen für die „Einjährigenprüfung“ (ähnlich der Mittleren Reife oder dem Landexamen) ausgerichtet werden.

### Gründung der Gemeindelateinschule
Durch den Kauf des Schulgebäudes durch die Evangelische Brüdergemeinde Korntal und die nachfolgende Gründung der „Gemeinde-Lateinschule“ im Jahr 1880 wurde der württembergische Lehrplan wieder maßgebend.
Alfred Warth leitete die neugegründete Schule von 1882 bis 1908. Unter seiner Führung gab es bereits drei parallele Züge für Gymnasium, Realgymnasium und Realschule, die mit den entsprechenden Prüfungen abgeschlossen wurden. Anschließend übernahm Professor Ernst Käller bis 1926 die Schulleitung. Mit den neu eingeführten Fächern Werkunterricht und Musik wurden ein weiterer Schwerpunkt auf eigenständige schöpferische Leistungen der Schüler gesetzt.
Von 1926 bis 1934 war Theodor Reiff Schulleiter. Im Nationalsozialismus wurde die bisher konfessionelle evangelische Schule in eine staatliche Ulrich-von-Hutten-Oberschule  umgewandelt, die 1940 als vollwertiges Gymnasium reüssierte. Die Wehrtüchtigkeit der Schüler wurde in dieser Zeit in den Mittelpunkt der Schule gerückt.
Nach dem Zweiten Weltkrieg wurde unter dem Schulleiter Wilhelm Simpfendörfer von 1945 bis 1952 die Brüdergemeinde wieder mit eingebunden. Das Gymnasium blieb aber weiterhin eine öffentliche Schule. Der Unterricht für Mädchen und Jungen blieb in den naturwissenschaftlichen Zügen im Gegensatz zum altsprachlichen Zug weiterhin getrennt. Simpfendörfer wurde danach Kultusminister von Baden-Württemberg.
Dr. Albert Bayer leitete das Gymnasium von 1953 bis 1974. Eine gemeinsame Trägerschaft für Gymnasium und Progymnasium mit der Brüdergemeinde bestand wieder seit 1955 (bis 1975, danach wieder in alleiniger Trägerschaft der Stadt). Bayer konnte 1958 den Schulneubau an der Charlottenstraße einweihen.
Von 1974 bis 1984 war der Religionslehrer Theodor Botsch Schulleiter. 1976 wurden Gymnasium und Progymnasium miteinander verschmolzen und die Koedukation von Mädchen und Jungen auch in den naturwissenschaftlichen Klassen zuerst in der Mittel- und Unterstufe, später auch in der Oberstufe, eingeführt. Außer dem mathematisch-naturwissenschaftlichen Zug konnte jetzt auch ein neusprachlicher Zug belegt werden. 1978 wurde ein Erweiterungsneubau in Betrieb genommen und die Oberstufenreform trat in Kraft.
Der Deutschlehrer Götz Heim leitete die Schule von 1984 bis 2003. In seine Zeit fiel das Angebot zahlreicher Kurswahlmöglichkeiten für die Schüler während der Oberstufe. Angelika Nollert wurde 2003 die erste Schulleiterin. Sie begleitete die bei Lehrer-, Eltern- und Schülerschaft eher unerwünschte Umstellung des Gymnasiums auf das Abitur nach zwölf Jahren (G8). In ihrer Amtszeit wurde ein großzügig verglaster Anbau mit neuer Aula sowie zahlreichen Funktions- und Fachunterrichtsräumen (unter anderem ein Internetcafé) errichtet. Im Jahr 2014 wurde sie in den Ruhestand entlassen.
Seit 2014 ist Christoph Brechtelsbauer Schulleiter des Gymnasiums Korntal-Münchingen (Stand 2023).
Auf dem Schulgelände befinden sich heute sechs Gebäude, wovon das vierstöckige Hauptgebäude mit den Klassenzimmern am größten ist. Es gibt unter anderem ein Recherchezentrum, eine Mensa und einen großen Fahrradkeller.

## Schulische Angebote
An der Schule werden heute Englisch, Latein, Französisch und Spanisch angeboten. Mit dem Wegfall des Faches Griechisch endete im Jahr 2024 die altsprachliche Tradition des Gymnasiums.

## Persönlichkeiten

### Schüler
- Theo Rehm (†), Theologe, Zahnarzt und NSDAP-Politiker (abgegangen 1915)
- Erich Hartmann (†), Jagdflieger (Abiturjahrgang 1940)
- Berthold Leibinger (†), Unternehmer, Geschäftsführer der Ditzinger Firma Trumpf (Abiturjahrgang 1950)
- Martin Winterkorn, Manager und ehemaliger  Vorstandsvorsitzender der Volkswagen AG (Abiturjahrgang Oktober 1966)
- Randolf Rausch, Geologe (Abiturjahrgang 1969)
- Günther Oettinger, Politiker, Ministerpräsident (CDU) und EU-Kommissar (Abiturjahrgang 1972)
- Andreas Cichowicz, Fernsehjournalist, Grimmepreisträger 2002 (Abiturjahrgang 1980)
- Markus Rösler, Landtagsabgeordneter (Grüne) (Abiturjahrgang 1981)
- Thomas Schneider, Fußballtrainer und ehemaliger Fußballprofi (Abiturjahrgang 1992)
- Daniel Lede Abal, Landtagsabgeordneter (Grüne)
- Jörg Scheller, Kunstwissenschaftler, Journalist und Musiker (Abiturjahrgang 1998)

### Lehrkräfte
- Wilhelm Simpfendörfer (†), Politiker (CSVD, CDU) und Kultusminister des Landes Baden-Württemberg, Schulleiter von 1945 bis 1952
- Bodo Nassal, Künstler, unterrichtet seit 1992
- Horst Peter Schlotter, Künstler, unterrichtete von 1978 bis 2018.
- Arthur Dangel (1931–2024), Komponist[2]